# Diocese de Fidenza
A Diocese de Fidenza (Dioecesis Fidentina) é uma circunscrição eclesiástica da Igreja Católica na Itália, pertencente à Província Eclesiástica da Emília-Romanha e à Conferenza Episcopale Italiana, sendo sufragânea da Arquidiocese de Módena-Nonantola.
As sé episcopal está na Catedral de Fidenza, na Região da Emília-Romanha.

## Território
A Diocese foi constituída em 1601. Ela estende-se entre as Províncias de Parma e de Placência, compreendendo as comunas de Fidenza, Salsomaggiore Terme, Pellegrino Parmense, Busseto, Polesine Parmense e Zibello, na província Parmense, e de Monticelli d'Ongina, Castelvetro Piacentino e Villanova sull'Arda no território placentino. O território é dividido em 70 paróquias e em  4 vicariados: Urbano-Suburbano, Salsomaggiore Terme-Pellegrino Parmense, Busseto-Bassa Parmense e Bassa Piacentina.

## Padroeiro
O Padroeiro da Cidade è São Donnino màrtir, decapitado em Fidenza em 296. Os restos são conservados numa urna de prata na cripta da catedral.

## Administração
Últimos bispos de Fidenza:
|        | Nome                                  | Período   | Notas                                          |        |
| Bispos | Bispos                                | Bispos    | Bispos                                         | Bispos |
| ------ | ------------------------------------- | --------- | ---------------------------------------------- | ------ |
| 35º    | Ovidio Vezzoli                        | 2017-     | Atual                                          |        |
| 34º    | Carlos Mazza                          | 2007-2017 |                                                |        |
| 33º    | Mauricio Galli †                      | 1998-2007 |                                                |        |
| 32º    | Carlos Poggi †                        | 1988-1997 |                                                |        |
| 31º    | Mario Zanchin †                       | 1962-1988 |                                                |        |
| 30º    | Guglielmo Bosetti †                   | 1961-1962 |                                                |        |
| 29º    | Paulo Rota †                          | 1952-1960 |                                                |        |
| 28º    | Francisco Giberti †                   | 1943-1952 |                                                |        |
| 27º    | Mario Vianello †                      | 1931-1943 | Nomeado Arcebispo de Perugia-Città della Pieve |        |
| 26º    | Giuseppe Fabbrucci †                  | 1915-1930 |                                                |        |
| 25º    | Leonida Mapelli †                     | 1907-1915 |                                                |        |
| 24º    | Pietro Terroni †                      | 1903-1907 |                                                |        |
| 23º    | Giovanni Battista Tescari †           | 1886-1902 |                                                |        |
| 22º    | Vincenzo Manicardi †                  | 1879-1886 | Nomeado Bispo de Reggio Emilia                 |        |
| 21º    | Gaetano Camillo Guindani (Guindari) † | 1872-1879 | Nomeado Bispo de Bergamo                       |        |
| 20º    | Giuseppe Buscarini †                  | 1871-1872 |                                                |        |
| 19º    | Francesco Benassi †                   | 1859-1867 |                                                |        |
| 18º    | Pier Grisologo Basetti (Bassetti) †   | 1843-1857 |                                                |        |
| 17º    | Giovanni Tommaso Neuschel †           | 1836-1843 | Nomeado Bispo de Parma                         |        |
| 16º    | Aloisio San Vitale †                  | 1817-1836 | Nomeado Bispo de Piacenza                      |        |
| 15º    | Alessandro Garimberti †               | 1776-1813 |                                                |        |
| 14º    | Girolamo Bajardi †                    | 1753-1775 |                                                |        |
| 13º    | Severino Antonio Missini †            | 1732-1753 |                                                |        |
| 12º    | Gherardo Zandemaria †                 | 1719-1731 | Nomeado Bispo de Piacenza                      |        |
| 11º    | Adriano Sermattei †                   | 1713-1719 | Nomeado Bispo de Viterbo                       |        |
| 10º    | Alessandro Roncovieri †               | 1700-1711 |                                                |        |
| 9º     | Giulio Dalla Rosa †                   | 1698-1699 |                                                |        |
| 8º     | Nicolò Caranza †                      | 1686-1697 |                                                |        |
| 7º     | Gaetano Garimberti, C.R. †            | 1675-1684 |                                                |        |
| 6º     | Alessandro Pallavicini, O.S.B. †      | 1660-1675 |                                                |        |
| 5º     | Filippo Casoni †                      | 1651-1659 |                                                |        |
| 4º     | Ranuccio (Ranuzio) Scotti Douglas †   | 1627-1645 |                                                |        |
| 3º     | (Thomas) Alfonso Pozzi †              | 1620-1626 |                                                |        |
| 2º     | Giovanni Linati †                     | 1606-1619 | Nomeado Bispo de Piacenza                      |        |
| 1º     | Papirio Picedi †                      | 1603-1606 | Nomeado Bispo de Parma                         |        |